# 홀판

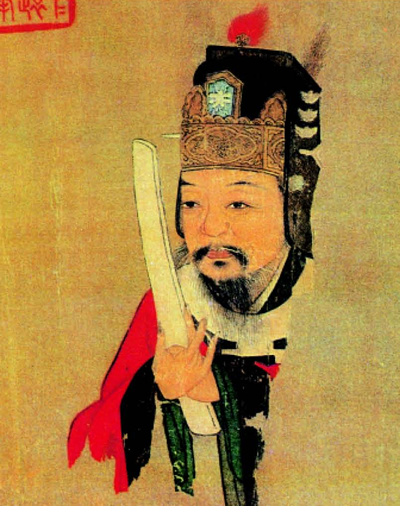
송(宋) 왕조의 재상 범중엄(范仲淹)의 초상화. 홀을 들고 있다.

홀(笏) 또는 홀판(笏板)은 고대 중국에서 대신이 입조할 때 조복에 갖추어 손에 하나씩 갖추어 들었던 조금 휘어진 형태의 판자이다. 이후 한국, 베트남 및 일본과 류큐로 전래되었다. 수판(手板), 조판(朝板), 혹은 옥판(玉板)으로도 불렸다.

## 개요
홀의 재질에 대해 《예기》(禮記) 옥조(玉藻)에는 천자(天子)는 구옥(球玉)으로, 제후는 상아로, 대부(大夫)는 어수문죽, 사(士)는 대나무로 제작한다고 했다. 처음에는 대나무로 만들었으나 후기로 가면서 동물의 뼈(뿔)이나 옥으로 제작하기도 했다.
문무 대관의 품계에 따라 홀의 재질도 차이가 있었다. 군주의 홀은 특별히 규(圭)라고 불렸다. 규는 위가 뾰족하고 아래가 네모진 형태로 옥으로 된 기물 가운데 동방을 상징했다. 천자의 규는 진규(鎭圭)라 불리며, 강산을 손에 쥐고 사방을 안정시킨다는 의미가 담겨 있다.
홀판의 길이는 두 자 여섯 치로 정해져 있었다. 홀은 관료가 군주에게 하고자 하는 말을 홀에 적거나 군주에게서 받은 명을 홀에 적기도 하는 등, 일종의 메모장 비슷한 역할을 했으며, 귀하고 천한 신분을 규정하는 최고 지위의 상징이었다.
홀은 훗날 도교(道敎)의 법기(法器)로써 쓰이기도 했다.

## 각국의 홀

### 중국

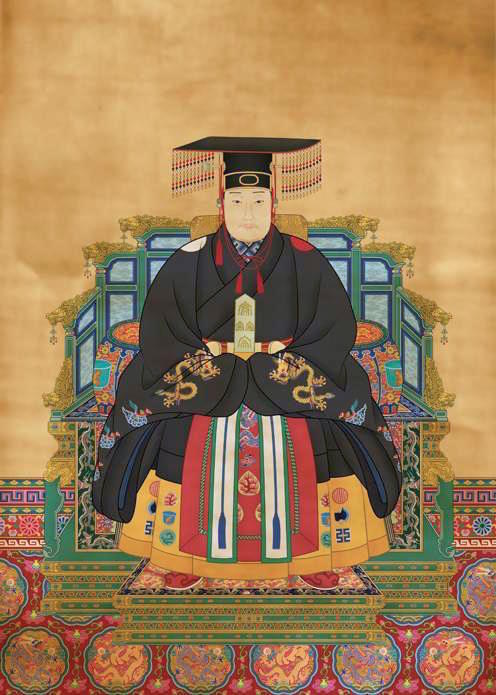
장복 차림의 만력제(萬曆帝).

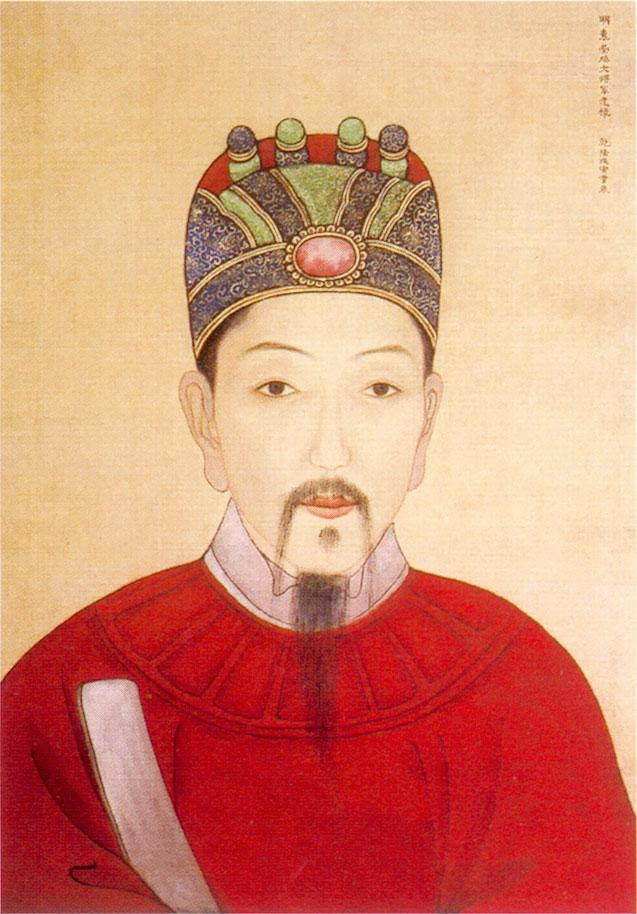
원숭환(袁崇煥)의 초상화.

중국의 《춘추곡량전》(春秋穀梁傳)에는 주(周) 혜왕(惠王) 20년에 제(齊), 송(宋), 강(江), 황(黃)이 양곡(陽穀)에서 회합하였는데, 회합을 주도한 제 환공(齊桓公)이 홀을 꽂고 제후들을 만났다고 한다.
당초 신료가 군주에게 무엇인가를 보고 할 때, 군주의 명을 신하가 잊지 않도록 기록할 때 사용하는 일종의 메모장 역할을 했던 홀은 진(秦) 왕조 이래 종이의 보급과 함께 차츰 의례용으로써의 성격이 강해지게 되었다.
당(唐) 왕조에서는 관원이 홀을 허리띠 위에 꽂고 말을 타고서 조정에 들었다. 당 현종 때의 재상 장구령(張九齡)은 몸이 여위어서 늘 사람을 시켜 홀을 들고 따르도록 하였으며, 이때문에 홀을 넣는 주머니를 따로 만들었다고 한다.
처음 당 고조(唐高祖)는 조(詔)를 내려 5품 이상은 상아로 만든 홀을, 6품 이하는 나무로 만든 홀을 들게 하였는데, 현종 개원(開元) 8년에 현종은 조를 내려 3품 이상은 홀의 앞이 휘고 뒤가 곧게 만들도록 하였다. 5품 이상은 앞이 휘고 뒷부분이 꺾이도록 하였는데 모두 상아로 만든 아홀이었다. 9품 이상은 대나무를 쓰도록 하였으며, 윗부분이 꺾이고 아랫부분이 각져 있었다.
당 왕조 때의 홀은 짧고 두꺼워 구부러지지 않는 형태로 사람을 칠 수도 있었다. 오대 십국 시대의 마호(馬縞)가 쓴 《중화고금주》(中華古今注)에는 덕종(德宗) 때에 단수실(段秀實)이 역신(逆臣) 주차(朱泚)의 목을 홀로 내리쳐 주차가 다치자 이를 본 황제가 장하게 여겼다고 하며, 조선 중기 이수광의 《지봉유설》(芝峰類說)에는 송 철종이 자신의 눈병을 숨기기 위해 신료들이 드는 홀의 변을 넓게 만들었다고 한다.
명(明) 왕조에서는 4품 이상의 관원이 상아로 만든 홀을 들도록 하고, 5품 이하는 나무로 만든 홀을 들도록 규정되었다. 명 왕조 중기의 문신 귀유광(歸有光)의 문집인 《항척헌지》(項脊軒志)에는 "경지(頃之)가 상아 홀 한 개를 갖고 와서 말하기를 '이는 우리 할아버지이신 태상공(太常公)께서 선덕(宣德) 연간에 갖고 입조하셨던 것’이라 하였다"고 적고 있다.
청(淸) 왕조의 시대에 들어서는 홀이 쓰이지 않았다. 청 왕조에서 황제에게 행할 수 있는 가장 최고의 예는 삼궤구고두례(三軌九叩頭禮)로 이때 손에 홀을 드는 것은 불편하였기 때문이다.

### 한국
한국에는 신라 시대에 당에 사신으로 갔던 김춘추(金春秋)가 당풍 의복을 수입하면서 도입되었다. 진덕여왕(眞德女王) 3년(649년)에 처음으로 의관을 모두 당풍으로 바꾸게 하였으며, 이듬해에는 진골(眞骨)로써 조회에 나오는 자는 모두 아홀을 들도록 하였다고 한다. 발해 또한 당풍 의복을 수용해, 5질(품) 이상은 상아로 만든 아홀(牙笏)을, 6질(품)부터 8질까지는 나무로 만든 목홀을 들었다고 한다.

### 일본

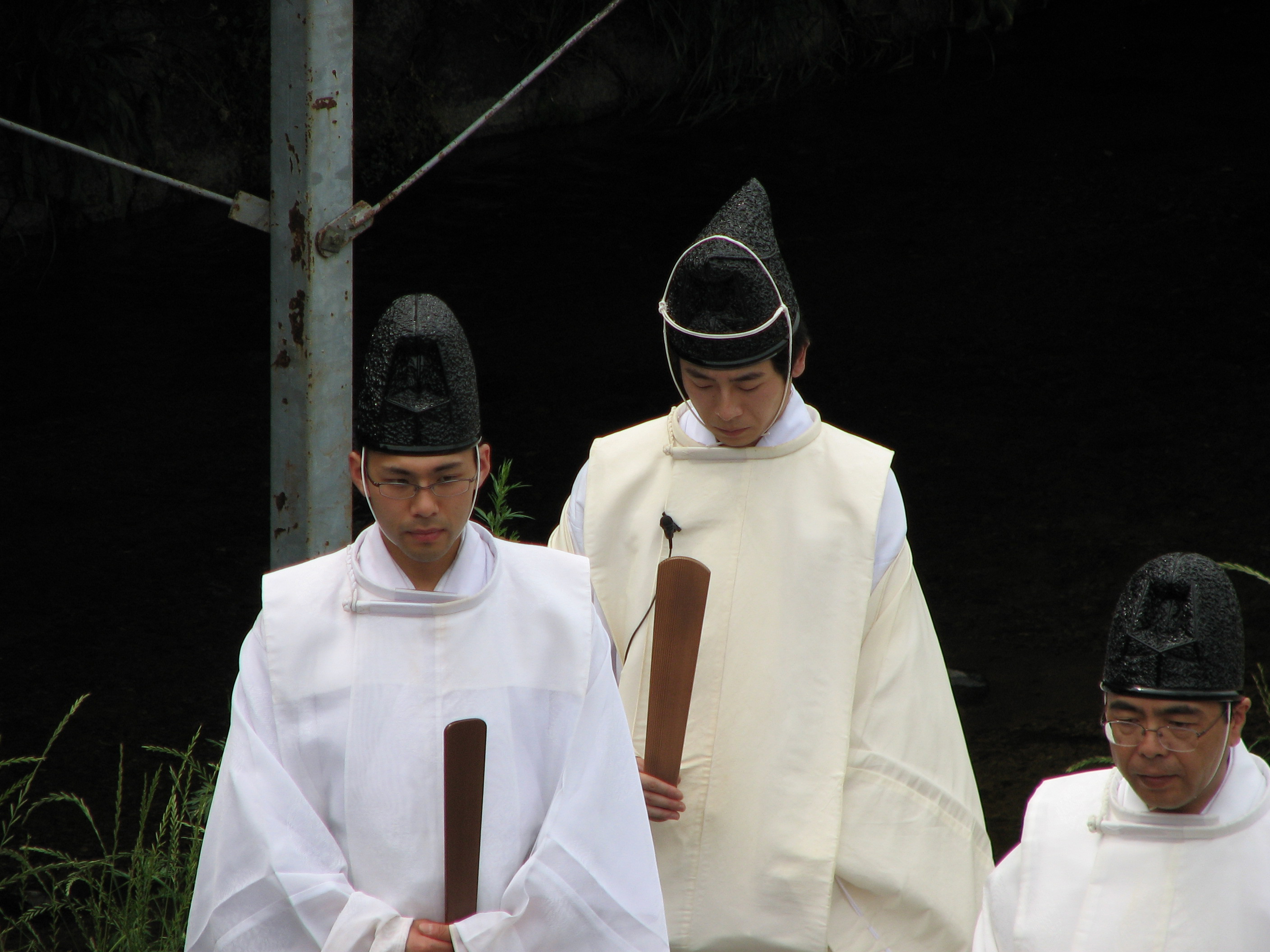

일본의 홀은 샤쿠(일본어: 笏)라고 불렸다. 6세기에 중국에서 전래되었으며, 조정의 공식 행사 때는 의례의 식순을 샤쿠가미(笏紙, 샤쿠시라고도)라는 종이에 적어서 홀 표면에 붙여서 사용하였다. 훗날 중요한 의식이나 신사(神事) 때에는 그것을 가진 자의 위엄을 드러내기 위한 의례용 기물로써 지니게 되었다.
다이호 율령(大宝律令)에 따르면 5위 이상은 아홀, 6위 이하는 목홀을 들도록 규정되어 있었으나, 훗날 위계에 상관없이 예복을 착용한 자는 모두 아홀을 사용하였고, 평소에는 목홀을 쓰게 되었다. 현대 일본의 신사에서 신직(神職)이 사용하는 것은 목홀이다. 아홀은 상아나 물소 뿔, 목홀은 주목이나 벚나무를 써서 제작하였다.
《조야군재》(朝野群載)에 따르면 헤이안 시대(平安時代) 중기에는 길이가 한 자 두 치였고, 윗부분 너비는 두 치 일곱 푼, 아랫부분 너비는 두 치 4푼, 두께는 3푼이 기준 크기였다. 한편 사용자나 용도에 따라 형태에 미묘하게 차이가 있었는데, 천황은 통상 위아래가 각진 것, 신사에서는 윗부분이 둥글고 아랫부분이 각진 것을 사용했고, 관료는 보통 위아래가 모두 둥글었으며, 경사스러운 일에는 윗부분이 각지고 아랫부분이 둥근 것을 사용하였다.
한편 연회 때에는 음악에 맞추어 왼쪽에 자신의 홀, 오른쪽에 타인의 홀을 두고 오른쪽의 홀에 왼쪽의 홀을 두드리는 샤쿠뵤시(笏拍子)라는 즉석 반주에 쓰기도 했다. 하지만 후세에 들어 이러한 용도에 쓰기 위한 두께를 조금 더 두껍게 만든 전용 홀이 제작되었다.

## 같이 보기
- 금관조복